# Col de la Gineste
Pour les articles homonymes, voir Gineste.
Le col de la Gineste est un col routier des Bouches-du-Rhône reliant Marseille et Cassis en traversant le massif des Calanques de Marseille.
Il est emprunté par trois manifestations sportives majeures : la course pédestre Marseille-Cassis, la course cycliste professionnelle du Grand Prix La Marseillaise et l'épreuve cyclosportive des bosses du 13.